# الاکلنگ (ترانه)
الاکلنگ (انگلیسی: See-Saw) نام یک آهنگ از گروه سایکدلیک راک بریتانیایی پینک فلوید است که در دومین آلبوم استودیویی آن‌ها یک نعلبکی رمز و راز قرار گرفته‌است. این آهنگ توسط نوازندهٔ کیبورد گروه پینک فلوید، ریچارد رایت نوشته و ساخته شده‌است و در ۲۴ ژانویه و آوریل سال ۱۹۶۸ میلادی در لندن ضبط شده‌است. این ترانه سومین ترانه‌ای از پینک فلوید است که انحصاراً توسط ریچارد رایت نوشته شده و با صدای خودش اجرا می‌شود.

## دست‌اندرکاران
- ریچارد رایت - خواننده، پیانو، ارگِ فارفیسا، زایلوفون، ملوتران
- دیوید گیلمور - گیتار آکوستیک، گیتار الکتریک با پدال واوا
- راجر واترز - گیتار بیس
- نیک میسن - درامز، سازهای کوبه‌ای